# Halone lineata
Halone lineata är en fjärilsart som beskrevs av T.P. Lucas 1890. Halone lineata ingår i släktet Halone och familjen björnspinnare. Inga underarter finns listade i Catalogue of Life.